# Sortbuget træand
Sortbuget træand (latin: Dendrocygna autumnalis) er en træand, der lever i Mellem- og Sydamerika.